# Gregorio Ricci-Curbastro
Gregorio Ricci-Curbastro ([ɡreˈɡɔːrjo ˈrittʃi kurˈbastro], také Gregorio Ricci; 12. ledna 1853, Lugo – 6. srpna 1925, Bologna) byl italský matematik. Nejvíce se proslavil jako vynálezce tenzorového počtu, ale důležité práce publikoval také v jiných oborech.
Se svým bývalým studentem Tulliem Levim-Civitou napsal svou nejslavnější samostatnou publikaci, průkopnické dílo o kalkulu tenzorů, kde je podepsaný jako Gregorio Ricci. Zdá se, že toto je jediný případ, kdy Ricci-Curbastro použil zkrácenou formu svého jména v publikaci, a i nadále to způsobuje zmatky.
Ricci-Curbastro publikoval důležité práce také v jiných oblastech, včetně knihy o vyšší algebře a infinitezimální analýze a články o teorii reálných čísel, což je oblast, ve které rozšířil výzkum započatý Richardem Dedekindem.

## Mládí a vzdělávání
V pouhých 16 letech soukromě dokončil středoškolská studia a zapsal se na kurs filozofie a matematiky na Římské univerzitě (1869). Následujícího roku padl Papežský stát, a tak byl Gregorio povolán svým otcem do rodného města Lugo di Romagna. Následně navštěvoval kurzy v Bologni, ale již po roce se zapsal na Scuola Normale Superiore di Pisa.
V roce 1875 promoval v Pise ve fyzikálních vědách a matematice s prací o diferenciálních rovnicích, nazvanou „O Fuchesově výzkumu týkajícím se lineárních diferenciálních rovnic“. Během svých cest byl žákem matematiků Enrica Bettiho, Eugenia Beltramiho, Ulisse Diniho a Felixe Kleina.

## Uznání
Ricci-Curbastro získal za své příspěvky vědě mnoho vyznamenání.
Aktivně se účastnil politického života ve svém rodném městě i v Padově a svými projekty přispěl k odvodnění půdy v oblasti Ravenny a akvaduktu Lugo.
Je po něm pojmenován asteroid 13642 Ricci.